# Gibbon noir
Nomascus concolor
Espèce
Synonymes
- Hylobates concolor Harlan, 1826

Statut de conservation UICN

 CR A2cd : 
En danger critique
Statut CITES
Le Gibbon noir (Nomascus concolor) est une espèce menacée de gibbons, qu'on trouve en Inde, en Asie du Sud-Est insulaire et en Indochine. Ce primate est une espèce en danger critique d'extinction de la famille des Hylobatidae, dont il existe plusieurs sous-espèces.

## Description
Il mesure entre 43 et 54 cm pour un poids allant de 6,9 à 10 kg. Il a une fourrure noire, des joues blanches et une crête de poils sur la tête.

## Comportement
Il se déplace principalement en se balançant de branches en branches par  brachiation. Il peut également sauter, marcher et grimper. Il vit en groupe, composé d'un couple monogame et de leurs petits, petits jaunes à la naissance.

## Alimentation
Le gibbon noir est frugivore et folivore, se nourrissant à parts égales de fruits et de feuilles. Leur alimentation varie néanmoins en fonction des saisons. Ils se nourrissent majoritairement de figues entre août et septembre, de fleurs entre février et avril, de feuilles en mars et de feuilles et bourgeons de décembre à janvier. Il a également été observé se nourrissant d'insectes et d'œufs, mais c'est rare.

## Répartition
Le gibbon noir se trouve dans la province du Yunnan (Chine), au Laos et dans le nord du Vietnam.

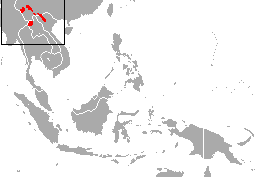
Aire de répartition du gibbon noir

## Liste des sous-espèces
Selon Mammal Species of the World (version 3, 2005)  (13 févr. 2011) :
- sous-espèce Nomascus concolor concolor
- sous-espèce Nomascus concolor furvogaster
- sous-espèce Nomascus concolor jingdongensis
- sous-espèce Nomascus concolor lu
- sous-espèce Nomascus concolor nasutus

Selon NCBI (13 févr. 2011) :
- sous-espèce Nomascus concolor concolor
- sous-espèce Nomascus concolor furvogaster
- sous-espèce Nomascus concolor jingdongensis
- sous-espèce Nomascus concolor lu